# Pavló Chubinski
Pavló Platónovich Chubinski (en ucraniano: Павло Платонович Чубинський; 27 de enero de 1839 – 26 de enero de 1884) fue un poeta y etnógrafo ucraniano, cuyo poema "Sche ne vmerla Ukrayina" (Ucrania no ha perecido) fue adaptado como el himno nacional de Ucrania.
Como etnógrafo y especialista en folclor, Pavló Chubinski hizo una importante contribución a la preservación documental de la cultura ucraniana. Llevó un registro de cerca de cuatro mil canciones ceremoniales, trescientos cuentos de hadas y muchos proverbios, costumbres y leyendas.
En 1863, la revista Meta de la ciudad de Leópolis publicó el famoso poema "Sche ne vmerla Ukrayina", pero erróneamente atribuyó su creación a Tarás Shevchenko. En ese mismo año, el compositor Myjaylo Verbitski (1815-1870) le añadió música, primero para un solo y después para un coro.
La pegajosa melodía y su texto patriótico rápidamente fueron ganando aceptación entre la gente, pero Pavló Chubinski fue perseguido por el resto de su vida por los poderes rusos antiucranianos. Fue enviado a la provincia de Arcángel por "influir negativamente las mentes de los campesinos". Cuando su trabajo en esa región fue reconocido internacionalmente, Chubinski fue enviado a San Petersburgo para trabajar en el Ministerio de Transporte como un funcionario de bajo rango. Con el tiempo se paralizó en 1880 y murió cuatro años después.

## Moneda conmemorativa
En 2009, el Banco Nacional de Ucrania puso en circulación una serie de monedas conmemorativas de Pavló Chubinski, en su reverso está inscrito su nombre, su retrato, su fecha de nacimiento y su fecha de defunción.